# Лісне (Болградський район)
Лі́сне (до 14.11.1945 — Манзир) — село в Україні, у Бородінської селищної громади, у Болградському районі Одеської області. Відстань до райцентру становить близько 180 км, центру громади — 28 км. Населення становить 1318 осіб. Орган місцевого самоврядування — Бородінська селищна громада.

## Історія
Лісне (до 1945 року — Манзир) було засновано у 1824 році переселенцями з центральних губерній Росії, у тому числі й євреями. Село (від 1847 року містечко) входило до складу Бендерського повіту Бессарабської губернії.
Манзир було володінням, що належало старовинному молдавсько-румунському боярському роду Стурдза, зокрема чиновникові Міністерства закордонних справ Олександру Скарлатовичу Стурдза та його сестрі графині Роксандрі Скарлатівні Едлінг — фрейліні імператриці Єлизветі Олексіївні в Царському Селі та Санкт-Петербурзі. Саме Роксандра Скарлатівна у 1819—1820 роках отримала в дарунок це володіння від Олександра І. До 1848 року Манзир стало володінням князя Євгенія Григоровича Гагаріна.
Станом на 1897 рік, у Манзирі проживало 1097 осіб, серед яких 310 (28,7 %) були євреями. У містечку функціонували православна церква, парафіяльна школа, синагога, лікарня, базар, єдина в Манзирі аптека належала євреям.
У березні 1917 місцеві селяни розгромили поміщицьке володіння, заарештували урядника, стражника, священника, вимагали не стягувати борги.
З 27 березня 1918 року по 28 червня 1940 року, містечко Манзир входило до складу окупованих Румунським королівством територій як єврейська землеробська колонія.
У 1940—1941 роках райцентр Манзирського району Ізмаїльської області. 22 квітня 1941 райцентр перенесений до Бородіно, район перейменований на Бородінський.
Протягом другої світової війни 210 жителів села мобілізовано до лав Червоної армії, з них 81 загинула на фронтах війни. Після окупації містечка військами Вермахта у серпні 1941 року ті євреї, що залишилися в Манзирі, були депортовані до Тарутиного, а у жовтні 1941 — до Трансністрії.
14 листопада 1945 перейменовано на Лісне.
У 1948 були створені перші партійна та комсомольска організації.
12 червня 2020 року, відповідно до Розпорядження Кабінету Міністрів України від № 724-р «Про визначення адміністративних центрів та затвердження територій територіальних громад Одеської області», увійшло до складу Бородінської селищної територіальної громади.
19 липня 2020 року, в результаті адміністративно-територіальної реформи і ліквідації Тарутинського району, село увійшло до складу новоутвореного Болградського району.
Неподалік від села розташований пункт пропуску через молдавсько-український кордон Лісне—Сеіць.
Поблизу села розташовано ботанічний заказник державного значення Староманзирський, ландшафтний заказник місцевого значення Діброва Могилевська, ландшафтний заказник місцевого значення Діброва Манзирська.

## Сучасність
У Лісному функціонує середня школа, дві бібліотеки з книжним фондом 13,5 тис. екземплярів, фельдшерсько-акушерський пункт, дитячий садок на 110 місць, 6 магазинів, православна церква, почтове відділення. Не працює будинок культури із залом на 300 місць.
У селі встановлено пам'ятник Герою Радянського Союзу П. Н. Зубку та воїнам, що загинули при звільненні села від нацистських окупантів.
На території Лісненської сільської ради розташована центральна садиба колишнього виноградарського радгоспу «Правда».

## Населення
Згідно з переписом УРСР 1989 року чисельність наявного населення села становила 1376 осіб, з яких 630 чоловіків та 746 жінок.
За переписом населення України 2001 року в селі мешкало 1318 осіб.

### Мова
Розподіл населення за рідною мовою за даними перепису 2001 року:
| Мова       | Відсоток |
| ---------- | -------- |
| російська  | 69,80 %  |
| молдовська | 21,32 %  |
| українська | 6,30 %   |
| болгарська | 1,37 %   |
| вірменська | 0,53 %   |
| гагаузька  | 0,46 %   |
| інші       | 0,22 %   |

## Відомі люди
- Димитров Михайло Федорович (1956—2022) — кандидат філософських наук. Заслужений працівник культури України.